# Karl Egon Eugen (Fürstenberg-Mößkirch)
Graf Karl Egon Eugen Joseph Christoph von Fürstenberg-Mößkirch (* 2. November 1665 in Meßkirch; † 14. Oktober 1702 in der Schlacht bei Friedlingen) war kaiserlicher Feldmarschall-Leutnant.

## Leben
Als Karl Egon sechs Jahre alt war, starb sein Vater (September 1671) und er wuchs unter der Vormundschaft seiner Mutter sowie seines Onkels Froben Maria von Fürstenberg-Mösskirch in Wien auf. Mit zwanzig Jahren übernahm er mit seinen Brüdern das Erbe des Vaters und des Onkels, der kurz zuvor verstorben war. Bis 1702 verwalteten die Brüder die Herrschaften gemeinsam, dann erhielt Karl Egon die Ämter Hüfingen und Löffingen sowie Ländereien bei Geisingen als eigenes Herrschaftsgebiet. Da er kurz danach im Kampf fiel und keine männlichen Nachkommen hinterließ, kam es nicht zur Gründung einer neuen Seitenlinie des Hauses Fürstenberg.

### Ausbildung
1675 begann Karl Egon zusammen mit seinen Brüdern, Froben Ferdinand und Friedrich Christoph seine Ausbildung am Gymnasium in Köln, die er ab November 1676 an der von Jesuiten kontrollierten Prager Universität fortsetzte. 1680 erließen die Fürstenberger Prag, das von der Pest heimgesucht wurde und setzten ihre Studien in Würzburg fort, die ebenfalls von Jesuiten geleitet wurde.
Nachdem Johann Ludwig Graf von Sulz den Fürstenbergern einen Zuschuss an die Reisekosten gegeben hatte, zogen diese Ende des Jahres 1680 weiter an die Universität Löwen. Auf Wunsch des Onkels Froben Maria wurde besonderer Wert auf eine juristische Ausbildung gelegt. Allerdings blieb Karl Egon hinter den schulischen Leistungen seiner älteren Brüder zurück.
Der Onkel, Froben Maria, entwarf 1681 in einer Erziehungsinstruktion drei Karrierewege für Mitglieder seiner Familie
- am Hof (inkl. der Reichsgerichte)
- im Dienst der Kirche
- beim Militär.

Seine Neffen sollten diese Wege entsprechend der Geburtsreihenfolge begehen, d. h. für Karl Egon war die Militärkarriere vorgesehen.
1682 begannen Karl Egon und seine Brüder ihre Kavaliersreise in Brüssel der Hauptstadt der spanischen Niederlande und die sie 1684 für etwa ein Jahr nach Paris führte. 1685/86 folgte eine Reise nach Italien.

### Militärkarriere
Ab 1687 beteiligte sich Karl Egon als Freiwilliger am großen Türkenkrieg und zeichnete sich am 6. September 1688 beim Sturm auf Belgrad aus. Nachdem sein Regimentskommandeur, Graf von Scherffenberg, im Kampf gefallen war, übernahm Karl Egon das Kommando und wurde selbst verwundet.
Im Feldzug von 1689 kämpfte er als Hauptmann unter Guido von Starhemberg. Mit dieser Kriegserfahrung bewarb sich Karl Egon nun um höhere Stellen und wurde am 21. Januar 1690 Oberstleutnant im Regiment des Grafen Herberstein ernannt, wechselte aber noch im gleichen Jahr als Obristwachtmeister zum Regiment von Guido von Starhemberg und machte den Feldzug in Siebenbürgen mit, wo er unter dem Oberkommando des Markgrafen Ludwig Wilhelm von Baden kämpfte. Mangels geeigneter Stellen in der kaiserlichen Armee übernahm Karl Egon ein neu aufgestelltes Infanterieregiment des schwäbischen Reichskreises und wurde am 2. Mai 1691 zum Kreisoberst ernannt. Am 20. Juni 1691 wurde er zudem auf Empfehlung Starhembergs auch zum kaiserlichen Oberst befördert, ohne jedoch eine Stelle in der kaiserlichen Armee zu erhalten. Karl Egon wurde auf diese Weise zu einer Art Verbindungsoffizier zwischen den Kreistruppen und der kaiserlichen Armee.
Nachdem der französische König Ludwig XIV. 1688 den Pfälzischen Erbfolgekrieg begonnen hatte, verlagerte Kaiser Leopold I. die Hauptmacht seiner Truppen nach Westen und auch Karl Egon wurde im Sommer 1691 an der Westfront eingesetzt und geriet bereits am 7. August in Pforzheim in französische Gefangenschaft. Nach seiner Rückkehr aus Paris wurde er am 30. August 1692 zum Generalwachtmeister des schwäbischen Reichskreises ernannt und am 3. April 1693 folgte die Ernennung zum kaiserlichen Generalwachtmeister. Am 7. Dezember 1693 wurde er vom Reichskreis auch noch zum Generalfeldmarschall-Leutnant ernannt. Er wurde Nachfolger des Grafen Notger Wilhelm von Oettingen-Baldern.
Am 23. Dezember 1693 wurde er auch dessen Nachfolger als österreichischer Generalkommandeur von Konstanz, Bregenz, Villingen, die vier Waldstädte und den ganzen Schwarzwald. Während hier das fürstenbergische Beziehungsspiel erfolgreich war, blieb Karl Egon die gleichzeitig angestrebte Verleihung eines kaiserlichen Regiments weiter versagt, da einflussreichere Bewerber da waren und das Haus Fürstenberg die nötigen Bestechungsgelder nicht aufbringen konnte.
Am 1. Juli 1694 verlieh ihm Kaiser Leopold dann doch das Infanterie-Regiment des Freiherrn Friedrich von Stadel und der schwäbische Reichskreis genehmigte am 7. September ausnahmsweise, dass Karl Egon gleichzeitig das Kreisregiment behalten konnte.
Bis zum Ende des Pfälzischen Erbfolgekrieges (1697) hatte Karl Egon vor allem die Aufgabe das Kinzigtal für französische Vorstöße über den Schwarzwald zu sperren. Im Frieden von Rijswijk wurde 1697 festgelegt, dass Frankreich die Städte und Festungen Freiburg und Breisach an das Reich zurückgeben solle. Karl Egon bemühte sich um die Kommandantur über eine der beiden Festungen und konnte am 11. Juli 1697 provisorisch Freiburg von den Franzosen übernehmen. Er musste das Kommando dann jedoch an den Prinzen Philipp von Hessen-Darmstadt abgeben und Breisach wurde im Mai 1700 an Johann Philipp von Arco übergeben – die Partei der Fürstenberger am Wiener Hof hatte verloren.
Durch seine Heirat mit einer Gräfin Schwarzenberg konnte Karl Egon seine Stellung am Wiener Hof verbessern und um 1700 intervenierte er beim Kaiser persönlich gegen Pläne, sein Regiment aufzulösen. Am 27. Januar 1700 wurde er zum kaiserlichen Feldmarschall-Leutnant befördert und der Beginn des spanischen Erbfolgekrieges ließ 1701 alle Diskussionen um die Auflösung von Truppenverbänden verstummen.

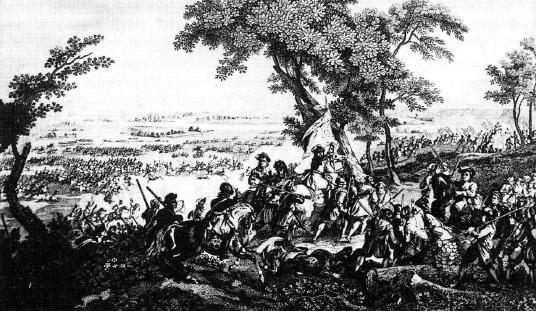
Schlacht bei Friedlingen hier Tüllinger Höhe (Käferholz)

In der Nacht vom 1. auf den 2. Oktober konnte Karl Egon mit seinen Truppen einen ersten Versuch des französischen Generals Villars, den Rhein bei Hüningen zu überqueren, noch verhindern – am 2. Oktober gelang dies jedoch schon nicht mehr. Karl Egon stand nun mit ca. 20.000 Mann Villars gegenüber und lieferte sich mit diesem Artillerieduelle. Markgraf Ludwig Wilhelm von Baden kam am 4. Oktober und übernahm den Oberbefehl.
Karl Egon kommandierte am 14. Oktober 1702 in der Schlacht bei Friedlingen die Infanterie auf dem linken Flügel und wurde gleich zu Beginn des Gefechts getötet. Er wurde in der Familiengruft im Kloster Neudingen beigesetzt.

## Herkunft, Ehe und Nachkommen
Karl Egon wurde als Sohn von Graf Franz Christoph zu Fürstenberg-Mößkirch (* 26. Juni 1625; † 22. September 1671) und der Maria Therese von Aremberg und Arschot († 18. Januar 1705) geboren.
Nach dem Tod seines Vaters lag die Vormundschaft bei seiner Mutter und seinem Onkel Froben Maria von Fürstenberg-Mößkirch.
Karl Egon heiratete 1699 in Wien Maria Franziska, Gräfin von Schwarzenberg († 8. Dezember 1731), mit der er drei Kinder hatte:
- Maria Eleanore Amalie (* 25. November 1699; † 1773) ⚭ (1726) Ernst Joseph, Graf Breuner von Stübing-Fladnitz (1694–1737)
- Maria Ernestina Theresia (* 10. Dezember 1700; † 27. Januar 1772)
- Karl Egon (* 5. Januar 1702; † 27. Februar 1702)